# Tricia Penrose
Patricia « Tricia » Penrose (née le 9 avril 1970 à Kirkby (Merseyside)) est une actrice et chanteuse anglaise.

## Carrière
La première apparition est dans la série Brookside en 1985.
L’apparition de Penrose en Carol la barmaid dans l'épisode Terraces de la série Scene en 1993 est suivie de son plus long rôle dans le rôle de Gina Ward dans Heartbeat (en), où elle apparaît dans plus de 300 épisodes entre 1993 et l'épisode final de la série en 2010. Gina est un personnage extrêmement populaire et sa relation avec Phil Bellamy (interprété par Mark Jordon) permet aux téléspectateurs de rester branchés jusqu'à ce qu'ils se marient dans la saison 17. Son personnage est aussi dans deux épisodes du spin-off The Royal en 2003.
Bien que concentrée principalement sur sa carrière d'actrice, Penrose s'intéresse également à l'industrie de la musique en lançant deux singles : Where Did Our Love Go? (1996) et Don't Wanna Be Alone (2000). Elle atteint la finale du concours de sélection du Royaume-Uni pour le Concours Eurovision de la chanson 2002. En 2004, cependant, elle remporte l'édition de Noël de l'émission de télévision Stars in Their Eyes, dans le personnage de Brenda Lee interprétant Rockin' Around the Christmas Tree. Elle chante même plusieurs fois dans Heartbeat (en). Son personnage, Gina, remporte un concours de talents dans un épisode de la saison 2.
Tricia Penrose participe à de nombreuses émissions de télé-réalité. En 2007, elle est deuxième du télé-crochet Comic Relief Does Fame Academy, battue par Tara Palmer-Tomkinson. En 2008, elle publie un DVD sur l'aérobic. En juillet 2010, elle participe au programme Celebrity MasterChef sur la BBC, mais elle est éliminée au premier tour. Elle apparaît en mai 2011 dans Sing If You Can au profit de l'association Teenage Cancer Trust. En janvier 2013, elle prend part à Celebrity Big Brother ; Penrose est expulsée lors d'une double expulsion en demi-finale, avec Lanfranco Dettori lors de la 21e journée. En 2015, elle est dans Little Star de Big Star avec son fils Freddy. Le 14 avril 2018, Penrose est dans Big Star's Little Star.
Penrose est administratrice de "Simply Luxury Travel", agence spécialisée dans les vacances de luxe, et du "Adlington Memorial Park", qui est le plus grand cimetière naturel privé d’Angleterre à Adlington, dans le Cheshire.

## Biographie
Elle est depuis 2003 l'épouse de l'animateur de télévision Mark Simpkin avec qui elle a deux fils, nés en 2003 et en 2008.